# Mimudea confinalis
Mimudea confinalis là một loài bướm đêm trong họ Crambidae.